# Liste de textes japonais classiques
Cette liste de textes japonais classiques regroupe par genres et dans un ordre chronologiques les textes classiques de la littérature japonaise.

## Genres

### Bouddhisme
- Sangyō gisho
  - Shōmangyō gisho (611)
  - Yuimagyō gisho (613)
  - Hokke gisho (615)
- Gangōji garan engi (747)
- Shin'yaku Kegonkyō Ongi Shiki (fin de l'époque de Nara)
- Sangō shiiki (794)
- Ōjōyōshū (985)
- Senchaku Hongan Nenbutsushū (1189)
- Shōbōgenzō (milieu du XIIIe siècle)
- Kyogyoshinsho (en) (époque de Kamakura)
- Tannisho (fin de l'époque de Kamakura)
- Denkoroku (fin de l'époque de Kamakura)

### Confucianisme et philosophie
- Go rin no sho (1645)
- Fudōchi shinmyōroku (inconnu)
- Rongo shitsuchu (1600)
- Okina mondō (1641)
- Daigaku Kuwakumon (1655-1658)
- Seikyo Yoroku (1665)
- Shugi Washo (1673)
- Gomo Jiki (1683)
- Banmin Tokuyo (début du XVIe siècle)
- Santokushō (début du XVIe siècle)
- Dojimon (1704)
- Shugi Gaisho (1709)
- Rongo Kogi (1712)
- Yojokun (1713)
- Seiyō kibun (1715)
- Bendo (1717)
- Benmei (1717)
- Oritaku Shiba no Ki (commencé en 1716), terminé avant la mort de l'auteur en 1725)
- Seidan (écrit entre 1716 et 1736)
- Tohi Mondo (1739)
- Shutsujo Kougo (1744)
- Shizen Shineido (partiellement publiée entre 1751 et 1764)
- Kokuiko (1765)
- Naobinomitama (1771)
- Gengo (1775)
- Sobo Kigen (1788)
- Uiyamabumi (1799)
- Shutsujo Shogo (1811)
- Rangaku Kotohajime[1] (1814)
- Kyukeidan (1815)
- Yume no Shiro (1820)
- Kodo taii (1824)
- Tsugi (achevé en 1832, publié en 1847)
- Senshin Dosakki (1833)
- Kyuo Dowa (1835)
- Jurinhyo (1836)
- Genshi Shiroku
  - Genshiroku (1824)
  - Genshi Koroku (1838)
  - Genshi Banroku (1850)
  - Genshi Tetsuroku (1852)
- Komo Yowa (1855)
- Ugen (1855)
- Bimiyu Genko (milieu du XIXe siècle)
- Ninomiyaou Yowa (fin du XIXe siècle)

### Journaux
- Nittō guhō junreikōki (836-847)
- Kanpyō gyoki (887-897), écrit par l'empereur Uda
- Teishin kōki (908-948), écrit par Fujiwara no Tadahira
- Tosa nikki (vers 935), écrit par Ki no Tsurayuki
- Kagerō nikki (vers 974)
- Midō kanpakuki (998-1021), écrit par Fujiwara no Michinaga
- Gonki (991-1017), écrit par Fujiwara no Yukinari
- Shōyūki (982-1032), écrit par Fujiwara no Sanesuke
- Izumi Shikibu nikki (1008), écrit par Izumi Shikibu
- Murasaki Shikibu nikki (Journal de Murasaki Shikibu) (1008-1010)
- Sarashina nikki (1020-1059)
- Shunki (1038-1054), écrit par Fujiwara no Sukefusa
- Tokinoriki (1075-1108), écrit par Taira no Tokinori
- Gonijō Moromichi-ki (1083-1099), écrit par Fujiwara no Moromichi
- Chūyūki (1087-1132), écrit par Fujiwara no Munetada
- Heihanki (1132-1171), écrit par Taira no Nobunori
- Taiki (1136-1155), écrit par Fujiwara no Yorinaga
- Gyokuyō (1164-1200), écrit par Fujiwara no Kanezane
- Meigetsuki (1180-1235), écrit par Fujiwara no Teika
- Heikoki (1196-1246), écrit par Taira no Tsunetaka
- Sanuki no Suke nikki, écrit par Fujiwara no Chōshi
- Towazugatari (1271-1306), écrit par Go-Fukakusa In no Nijō
- Izayoi nikki (vers 1283), écrit par Abutsuni
- Nakatsukasa no Naishi nikki (1280-1292), écrit par Fujiwara no Tsuneko
- Entairyaku (1311-1360), écrit par Tōin Kinkata
- Hanazono Tennō Shinki (1310-1332), écrit par l'empereur Hanazono
- Kanmon nikki (1416-1448), écrit par le prince Sadafusa
- Sakkaiki (1418-1448), écrit par Nakayama Sadachika
- Chikamoto nikki (1465-1586), écrit par Ninagawa Chikamoto
- Tokikuni Kyōki (1474-1502), écrit par Yamashina Tokikuni
- Sanetaka kōki (1474-1536), écrit par Sanjōnishi Sanetaka
- Nobutane Kyōki (1480-1522), écrit par Nakamikado Nobutane
- Tokitsugu Kyōki (1527-1576), écrit par Yamashina Tokitsugu
- Uwai Kakuken nikki (1574-1586), écrit par Uwai Satokane
- Tokitsune Kyōki (1576-1608), écrit par Yamashina Tokitsune
- Tamonnin nikki (1478-1618), écrit par Eishun et d'autres
- Honkō Kokushi nikki (1610-1633), écrit par Ishin Sūden

### Dictionnaires, encyclopédies
- Tenrei banshō meigi (830-835)
- Shinsen Jikyō (en) (898-901)
- Wamyō ruijushō (934)
- Ruiju myōgishō (1081-1100)
- Iroha Jiruishō (en) (1144-1165)
- Jikyōshū (en) (vers 1245)
- Kagakushū (en) (1444)
- Setsuyōshū (en) (1469-1187)
- Onkochishinsho (en) (1484)
- Wagokuhen (en) (vers 1489)
- Nippo jisho (1603)
- Wakan sansai zue (1713)

### Fables et romans
- Suigakuki (fin de l'époque de Nara)
- Nihon ryōiki (810-824)
- Yamato monogatari (956)
- Sanpō Ekotoba (984)
- Nihon Ōjō Gokurakuki (985-986)
- Taketori monogatari (début du XIe siècle)
- Utsubo monogatari (vers 989)
- Genji monogatari (vers 1008)
- Honchō Hokke Genki (1040)
- Ise monogatari (début de l'époque de Heian)
- Hamamatsu chūnagon monogatari (fin de l'époque de Heian, fin du XIe siècle)
- Kohon Setsuwashū (fin de l'époque de Heian)
- Sagoromo monogatari (fin de l'époque de Heian)[2]
- Torikaebaya monogatari (fin de l'époque de Heian)
- Yoru no Nezame (fin de l'époque de Heian)
- Heichū monogatari (époque de Heian)
- Honchō Shinsenden (époque de Heian)
- Ochikubo monogatari (époque de Heian)
- Gōdanshō (1104-1108)
- Uchigikishū (1134?)
- Matsuuramiya monogatari (1193 ?)
- Konjaku monogatari shū (début du XIIe siècle)
- Tsutsumi Chūnagon monogatari (début du XIIe siècle)
- Hobutsushu (début de l'époque de Kamakura)
- Hosshinshū (début de l'époque de Kamakura)
- Sumiyoshi monogatari (début de l'époque de Kamakura)
- Takamura monogatari (fin de l'époque de Heian au début de l'époque de Kamakura)
- Uji Shūi monogatari (début de l'époque de Kamakura, début du XIIIe siècle)
- Ima monogatari (milieu de l'époque de Kamakura, après 1239)
- Towazugatari (fin de l'époque de Kamakura)
- Iwashimizu monogatari (époque de Kamakura)
- Koke no Koromo (époque de Kamakura)
- Senjoshū (époque de Kamakura)
- Jikkunshō (1252)
- Kokin Chomonjo (1254)
- Shasekishū (1283)
- Otogizōshi (collectionnée de l'époque de Muromachi à l'époque d'Edo)
- Kazashi no himegimi (époque de Muromachi)
- Seisuishō (1628)
- Isoho monogatari (époque Azuchi Momoyama)
- Ugetu monogatari (1776)
- Ukiyo-buro (1809-1813)
- Tōkaidōchū hizakurige (1802-1814)

### Goetshogi
- Igoshiki (1199)
- Shōgi Zushiki (en) (1636), écrit par Ōhashi Sōko
- Sho Shōgi Zushiki (en) (1694)
- Shōgi Rokushu no Zushiki (en) (auteur inconnu)
- Igo Hastuyōron (1713)
- Shogi kenshoku (1804)

### Histoire
- Jūshichi-jō Kenpō (604)
- Kokki (620)
- Tennōki et Kokki (620)
- Code Ōmi (Ōmiryō) (668)
- Teiki (681)
- Code Asuka Kiyomihara (Asuka Kiyomihara ritsuryō) (681-689)
- Iki no Hakatoko no sho (fin du VIIe siècle)
- Taihō ritsuryō (701) [3]
- Jōgū Shōtoku hōō teisetsu (vers 710)
- Kyūji (< 712)
- Kojiki (712)
- Code Yōrō (Yōrō ritsuryō) (718) [4]
- Nihon shoki (720) [5]
- Fudoki (712-733 ?)
  - Hitachi fudoki (715)
  - Harima no Kuni fudoki (715)
  - Bungo no Kuni fudoki (> 732)
  - Izumu no Kuni fudoki (733)
- Tōshi Kaden (vers 760-766)
- Takahashi ujibumi (vers 789)
- Shoku Nihongi (797)
- Kogo shūi (807)
- Shinsen shōjiroku (815) [6]
- Nihon kōki (840) [7]
- Shoku nihon kōki (869) [8]
- Nihon Montoku tennō jitsuroku (879) [9]
- Ruijū kokushi (892) [10]
- Nihon Sandai Jitsuroku (901) [11]
- Engishiki (927) [12]
- Eiga monogatari (fin de l'époque de Heian) [13]
- Okagami (fin de l'époque de Heian) [14]
- Kuji Hongi (époque de Heian)
- Shōmonki (vers 940)
- Fusō Ryakuki (XIIe siècle)
- Imakagami (vers 1170 et 1178) [15]
- Mizukagami (fin du XIIe siècle) [16]
- Hōgen monogatari (1220?) [17]
- Azuma Kagami (fin du XIIIe siècle) [18]
- Shaku Nihongi (fin du XIIIe siècle) [19]
- Genpei Seisuiki (fin de l'époque de Kamakura) [20]
- Jinnō Shōtōki (1339?) [21]
- Heike monogatari (1371) [22]
- Masukagami (1374?) [23]
- Taiheiki (fin du XIVe siècle) [24]
- Baishōron (époque de Muromachi)
- Gikeiki (époque de Muromachi) [25]
- Sandaiki (début de l'époque de Muromachi)
- Soga monogatari (début de l'époque de Muromachi)
- Meitokuki (fin de l'époque de Muromachi)
- Gukanshō (1465) [26]
- Oninki (fin du XVe siècle)
- Shinchoki (1600 ?), communément appelé Shinchokoki
- Shinchoki (1604)
- Mikawa monogatari (1625-1626)
- Nihon Ōdai Ichiran (1652)[27]
- Taikōki (1625-1661)[28]
- Honchō Tsugan (1644-1647, 1670)[29]
- Kouyou Gunkanki (début du XVIIe siècle)
- Hankanfu (1702)
- Tokushi Yoron (1712)[30]
- Koshitsū (texte) (1716)
- Sangoku Tsūran Zusetsu (1785)[31]
- Kaikoku Heidan (1791)
- Keisei Hisaku (1789-1801)
- Saiiki monogatari (vers le XVIIIe siècle)
- Nihon Gaishi (début du XVIIIe siècle)
- Ryushi Shinron (milieu du XVIIIe siècle)
- Kondo Hisaku (fin de l'époque d'Edo)
- Nihon Seiki (fin de l'époque d'Edo)
- Shinron (fin de l'époque d'Edo)
- Shoku Hankanfu (1806)
- Yasou Dokugo (1806)
- Keikodan (1813)
- Shinkiron (1838)
- Yume monogatari (1838) [32]
- Kaitenshishi (1844)
- Tokushi Zeigi (1852) [33]
- Seikenroku (1854)
- Shozan Taiwa (1864)
- Shozan Kanwa (1865)
- Hikawa Seiwa (1897)
- Dai Nihonshi (commencé en 1657, terminé en 1906) [34]

### Mathématiques, sciences
- Ishinpō (984)
- Jinkōki (1627)
- Katsuyo sanpo (milieu de l'époque d'Edo)
- Kenkon Bensetsu (milieu de l'époque d'Edo)
- Hatsubi Sanpō (1674)
- Kyuritsu (1836)
- Sekka zusetsu (1835)
- Zoku sekka zusetsu (1840)

### Poésie

#### Kanshi
- Kaifūsō (751)
- Ryōunshū (814)
- Bunka shūreishū (vers 818)
- Keikokushū (827)
- Fusōshū (vers 995-999)
- Wakan rōeishū (vers 1013)
- Honchō monzui (milieu du XIe siècle)
- Gōrihōshū (vers 1071)
- Wakankensakushū (1277-1279)

#### Waka
- Bussokusekika (vers 753)
- Man'yōshū (> 759)
- Kakyō Hyōshiki (772)
- Shinsen Man'yōshū (début du Xe siècle)
- Iseshū (après 939)
- Amanotekorashū (fin du Xe siècle)
- Tomonorishū (fin du Xe siècle)
- Kingyoku wakashū (1007-11)
- Wakan rōeishū (1018)
- Yorizaneshū (après 1044)
- Zōkihōshishū (milieu du XIe siècle)
- Shōryōshū (1078)
- Gensanmi Yorimasashū (1173-1178)
- Chōshūeisō (1178)
- Tsuneiekyōshū (vers 1182)
- Sankashū (fin du XIIe siècle)
- Kinkai wakashū (vers 1213)
- Kenrei-mon In Ukyō No Daibu Shū (vers 1233)
- Fūyō wakashū (1271)
- Wakankensakushū (1277-1179)
- Shokugenyō wakashū (1323-1124)
- Shūgyokushū (vers 1328)
- Renri Hishō (vers 1349)
- Tsukubashū (1356)
- Shinyō wakashū (1381)
- Shinsen Tsukubashū (1495)
- Kanginshū (1518)
- Shinsen Inutsukubashū (après 1524)
- Nijūichidaishū (Vingt et une collections impériales de poésie japonaise)

1. Kokin wakashū (vers 920)
2. Gosen wakashū (951)
3. Shūi wakashū (1005-1007)
4. Goshūi wakashū (1086)
5. Kin'yō wakashū (1124-1127)
6. Shika wakashū (1151-1154)
7. Senzai wakashū (1187)
8. Shin Kokin wakashū (1205)
9. Shinchokusen wakashū (1234)
10. Shokugosen wakashū (1251)
11. Shokukokin wakashū (1265)
12. Shokushūi wakashū (1278)
13. Shingosen wakashū (1303)
14. Gyokuyō wakashū (1313-1114)
15. Shokusenzai wakashū (1320)
16. Shokugoshūi wakashū (1325-1126)
17. Fūga wakashū (1344-1146)
18. Shinsenzai wakashū (1359)
19. Shinshūi wakashū (1364)
20. Shingoshūi wakashū (1383-1184)
21. Shinshokukokin wakashū (1439)

#### Haikai
- Fuyu no hi (1684)
- Haru No Hi (1686)
- Arano (1689)
- Hisago (1690)
- Sarumino (1691)
- Sumidawara (1694)
- Oku no Hosomichi (1702)

### Zuihitsu
- Chiteiki (982)
- Makura no Sōshi (1002)
- Hōjōki (1212)
- Tsurezuregusa (vers 1330)